# 錫爾弗頓 (愛達荷州)
錫爾弗頓（英語：Silverton）是位於美國愛達荷州肖肖尼縣的一個非建制地區。

## 地理
錫爾弗頓的座標為47°29′35″N 115°57′20″W / 47.49306°N 115.95556°W，而該地的平均海拔高度為807米（即2648英尺）。